# Žeje (Postojna, Slovenija)
Žeje je naselje u slovenskoj Općini Postojni. Žeje se nalazi u pokrajini Notranjskoj i statističkoj regiji Notranjsko-kraškoj. 

## Stanovništvo
Prema popisu stanovništva iz 2002. godine naselje je imalo 58 stanovnika.